# Samtgemeinde Eystrup

Lage der Samtgemeinde im Landkreis Nienburg/Weser

Die Samtgemeinde Eystrup war eine Samtgemeinde des Landkreises Nienburg/Weser in Niedersachsen mit dem Sitz der Verwaltung in Eystrup. 2011 fusionierte die Samtgemeinde Eystrup mit der Samtgemeinde Grafschaft Hoya.

## Geschichte
Auf der Rechtsgrundlage der Samtgemeindeverordnung von 1963 beschlossen die Gemeinderäte Eystrup, Hämelhausen, Hassel, Mahlen und Gandesbergen die Bildung einer Samtgemeinde Eystrup. Start sollte der 1. Juli 1968 sein. Die erste (konstituierende) Sitzung des Samtgemeinderates fand am 22. August 1968 im DGH in Hassel statt. Gast bei dieser Sitzung war u. a. auch Oberkreisdirektor Dr. Siebert-Meyer aus der Kreisverwaltung Syke. Die Gemeinde Gandesbergen unter Bürgermeister Heinrich Knoke beantragte, für die konstituierende Sitzung jedoch zu spät, gemäß Gandesberger Ratsbeschluss vom 17. August 1968 die Aufnahme in diese Samtgemeinde.
In der „konstituierenden“ Sitzung  am 22. August 1968 wurde festgestellt, dass sich die Gemeinderäte seit rund 2 ½ Jahren mit regen Diskussionen um die Bildung einer Samtgemeinde Eystrup bemühten. Zum ersten Samtgemeindebürgermeister wurde Bürgermeister Bokelmann aus Eystrup einstimmig gewählt, sein Stellvertreter wurde (ebenfalls einstimmig) Bürgermeister Griese aus Hassel. In dieser Sitzung wurde auch beschlossen, die Gemeinde Gandesbergen als Mitglied aufzunehmen. Aus formellen Gründen bedurfte dies aber der vorherigen Zustimmung der anderen Gemeinderäte. Bis dahin wurden die Gandesberger Ratsvertreter im Samtgemeinderat als „Gäste ohne Stimmrecht“ zugelassen.
Hans Blumenberg war ab 1968 erster (nebenamtlicher) Samtgemeindedirektor (SGD) in der Samtgemeinde Eystrup.
In der Sitzung des Samtgemeinderates am 25. November 1968 wurde auf Grund der Veränderungen in den Räten der Mitgliedsgemeinden durch die Kommunalwahl am 29. September 1968 der Samtgemeinderat neu besetzt. Neuer Samtgemeindebürgermeister wurde in geheimer Wahl mit 10 (von 15) Stimmen Johann Meyer, sein Stellvertreter wurde erneut Karl Griese (mit 13 von 15 Stimmen). In der Sitzung am 4. Februar 1972 wurde Karl Fehsenfeld aus Eystrup als neuer stellvertretender Samtgemeindebürgermeister gewählt.
Nach den Kommunalwahlen 1972 fand die nächste Sitzung  am 14. Dezember 1972 statt. Als Samtgemeindebürgermeister wurde mit 9 von 16 Stimmen Johann Meyer erneut gewählt, sein Stellvertreter wurde mit 15 von 16 Stimmen Rudolf Lorenz aus Eystrup. Am 28. September 1973 beschloss der Samtgemeinderat, sich in der bestehenden Form bis zu den nächsten Kommunalwahlen am 9. Juni 1974 als „Interimsrat“ bestehen zu lassen. Das Neugliederungsgesetz ab 1974 stand bereits im Raum. Es wurden verschiedene Fachausschüsse auf Samtgemeindebene gebildet.
Als Auswirkungen der Samtgemeindewahl 1974 wurde Johann Schumann  (mit 11 von 17 Stimmen, Mitbewerber Rudolf Lorenz) neuer Samtgemeindebürgermeister, sein Stellvertreter wurde Bruno Marz mit 9 von 17 Stimmen.
Johann Schumann war Samtgemeindebürgermeister von 1974 bis 1980, sein Stellvertreter war Bruno Marz aus Eystrup. Marz legte Anfang 1980 sein Mandat im Rat der Samtgemeinde nieder, Nachfolger in seinem Amt bei der Samtgemeinde wurde am 17. März 1980 Wilhelm Bergmann-Kramer mit 9 von 17 Stimmen. In der Ratssitzung am 15. April 1980 gab es durch den Mandatsverzicht von Bürgermeister Johann Schumann einen Wechsel auch im Amt des Samtgemeindebürgermeister. Nachfolger wurde der erst in dieser Sitzung in den Gemeinderat nachgerückte Fritz Cordes aus Hämelhausen mit 10 von 17 Stimmen. Nach seinem Mandatsverzicht wurde 1985 Gerhard Meyer aus Eystrup neuer Bürgermeister und behielt das Amt bis 1996, danach folgte ihm Manfred Ernst von 1996 bis 2001. Ab 2001 gab es keinen Gemeindedirektor mehr, sondern einen hauptamtlichen Bürgermeister.
Bei der Wahl für das Amt des Samtgemeindedirektors in der Ratssitzung am 1. Juli 1974 wurde Paul-H. Frankmölle erster hauptamtlicher Samtgemeindedirektor gewählt. Frankmölle ging zum 31. Juli 1989 in den Ruhestand, sein Nachfolger wurde bis 31. Juli 1995 Hans Hermann aus Dörverden. Diesem folgte bis 2001 Jost Egen. Danach wurde dann erstmals ein hauptamtlicher Samtgemeindebürgermeister direkt gewählt. Diese Wahl gewann Jost Egen, der wie ausgeführt bereits ab 1995 schon als Gemeindedirektor in Eystrup tätig war, gegen den Mitbewerber Helmut Wüste. Am 10. September 2006 wurde Jost Egen von den Bürgern als Bürgermeister wiedergewählt (es gab keinen Gegenkandidaten). Egen schied am 20. September 2009 aus seinem Amt in Eystrup aus, da er das Amt eines hauptamtlichen Bürgermeisters in Preußisch Oldendorf annahm. Der erste Stellvertreter von Jost Egen war von 2001 bis 2006 Manfred Ernst, anschließend bis zur Fusion mit Hoya Wilhelm Bergmann–Kramer.
Das Amt des allgemeinen Vertreters des Gemeindedirektors bzw. des hauptamtlichen Bürgermeisters wurde von Herbst 1992 bis Ende 2010 durch Werner Ahlborn wahrgenommen, der von September 2009 bis Dezember 2010 auch die verwaltungsmäßigen Amtsgeschäfte des ausgeschiedenen Samtgemeindebürgermeisters übernahm.
Durch die freiwillige Fusion der beiden Samtgemeinden Eystrup und Grafschaft Hoya am 1. Januar 2011 wurde die Samtgemeinde Eystrup aufgelöst.

## Geografie
Die Samtgemeinde lag an der Weser in einer Marsch- und Geestlandschaft.

### Samtgemeindegliederung
- Eystrup
- Gandesbergen
- Hämelhausen
- Hassel (Weser)

## Geschichte

### Einwohnerentwicklung
| Jahr      | 1987  | 1992  | 1997  | 2002  | 2007  | 2008  | 2009  |
| --------- | ----- | ----- | ----- | ----- | ----- | ----- | ----- |
| Einwohner | 5.353 | 5.764 | 5.869 | 6.281 | 6.266 | 6.233 | 6.204 |

(jeweils zum 31. Dezember)

## Politik

### Gemeindepartnerschaft
Hassel pflegt eine Partnerschaft mit der Gemeinde Kirchehrenbach.

### Fusion von Gemeinden innerhalb der Samtgemeinde
Die aus finanziellen Gründen für 2006 geplante Fusion der Gemeinden Eystrup und Gandesbergen wurde vom Gandesbergener Gemeinderat abgelehnt.

## Kultur und Sehenswürdigkeiten
- In Eystrup befindet sich eine Kirche, deren Fundamente aus dem 12. Jahrhundert stammen.
- In Hassel existiert eine über 1.000-jährige Wehrkirche, die renoviert wurde und für ein Dorf beachtliche Deckenmalereien enthält.
- Außerdem ist Hassel ein bedeutender Fundort der Altsteinzeit, denn eine Trommel aus dieser Zeit wurde bei Ausgrabungen am so genannten Galgenberg gefunden. Dieser Ort diente von der Steinzeit bis ins 19. Jahrhundert als Richtstätte.
- Ebenfalls bedeutend sind viele erhaltene Bauernhöfe im klassischen Niedersachsenstil, wie auch
- die erhaltene renovierte Windmühle Margarethe in Eystrup.
- Museumseisenbahn Kaffkieker

### Naturdenkmäler
- Im Naturschutzgebiet Alhuser Ahe, einem Auwaldgebiet (22 ha) zwischen Hassel und Hoya, blüht Ende März/Anfang April der Lerchensporn (weiß und violett).

## Wirtschaft und Infrastruktur
Die Region ist sehr landwirtschaftlich geprägt. In der Samtgemeinde Eystrup liegt eine große Bedeutung im Spargelanbau.
Der sekundäre Sektor ist mit einer Marmeladenfabrik, einer Senffabrik und einem Spielgerätehersteller in Eystrup vertreten.
Weiterhin bildet Eystrup das Zentrum für alle umliegenden Gemeinden.
Die öffentliche Infrastruktur der Samtgemeinde ist zentral hier angesiedelt. Das Rathaus, die Grundschule, der Kindergarten und ein Altersheim befinden sich hier.
Die öffentliche Versorgungsinfrastruktur ist unter anderem mit Supermärkten, Ärzten, einer Apotheke, der Post und einem Bahnhof vertreten.
Eine Zweigstelle der VHS bietet Kurse an.

### Verkehr
Durch die Samtgemeinde Eystrup verläuft die Bundesstraße 215 und die Landesstraße 200.
Eystrup hat einen Bahnhof an der Bahnstrecke Wunstorf–Bremen.